# Valentín Viola
Valentín Nicolás Viola (Perito Moreno, 28 agosto 1991) è un calciatore argentino, attaccante svincolato.

## Caratteristiche tecniche
Agile nell'uno contro uno grazie alla sua velocità, è dotato anche di un buon tiro dalla distanza.

## Carriera

### Club
Valentín Viola inizia la sua carriera da calciatore nel 2006, insieme a suo fratello, quando viene acquistato dal Racing Avellaneda dove, in quattro stagioni, compie tutta la trafila delle giovanili fino al suo esordio in prima squadra da calciatore professionista, avvenuto nel 2010: debutta ufficialmente il 4 settembre in occasione del match di campionato con il Colón. Il 16 aprile 2011 rimedia la sua prima ammonizione in carriera, ricevuta durante la partita di Clausura con l'Independiente. Circa un mese più tardi, esattamente l'8 maggio, realizza la sua prima rete in carriera, siglata in occasione del match di campionato con l'Arsenal di Sarandí. Sempre con l'Arsenal di Sarandí rimedia la prima espulsione in carriera, ricevuta durante il match del 27 agosto.
Il 3 luglio 2012 lo Sporting Lisbona ufficializza il tesseramento del calciatore argentino, originario di Perito Moreno, dal Racing Club de Avellaneda 3.6 milioni di euro.